# Guča
Guča (kyrillisch Гуча) ist ein Ort in der Gemeinde Lučani im Westen von Serbien mit etwa 2000 Einwohnern.
Bekannt ist die Stadt hauptsächlich durch das dort seit 1961 jährlich stattfindende Guča-Trompetenfestival. Zu diesem treffen sich, jeweils im Monat August, die besten Blasorchester des Landes sowie hunderttausende Besucher aus dem In- und Ausland.